# Kang Sheng
Kang Sheng (chinês: 康生, pinyin: Kāng Shēng; 4 de novembro de 1898 - 16 de dezembro de 1975) foi um oficial do Partido Comunista Chinês (PCC), mais conhecido por ter supervisionado o trabalho do aparato interno de segurança e inteligência do PCC durante o início dos anos 1940 e novamente no auge da Revolução Cultural no final dos anos 1960 e início dos anos 1970. Membro do PCC desde o início dos anos 1920, ele passou um tempo em Moscou no início dos anos 1930, onde aprendeu os métodos do NKVD soviético e se tornou um apoiador de Wang Ming para a liderança do PCC. Depois de retornar à China no final dos anos 1930, Kang Sheng mudou sua lealdade a Mao Zedong e tornou-se um associado próximo de Mao durante a Segunda Guerra Sino-Japonesa, a Guerra Civil Chinesa e depois. Ele permaneceu próximo ou no auge do poder na República Popular da China desde a sua criação em 1949 até sua morte em 1975. Após a morte do presidente Mao e a subsequente prisão da Gangue dos Quatro, Kang Sheng foi acusado de compartilhar a responsabilidade com a Gangue pelos excessos da Revolução Cultural e em 1980 foi expulso postumamente do PCC.

## Biografia
Kang Sheng nasceu em Dataizhuang (大臺莊, administrado sob o condado de Jiaonan desde 1946), condado de Zhucheng, a noroeste de Qingdao, na província de Shandong, em uma família de proprietários de terras, alguns dos quais eram estudiosos confucionistas.  Kang nasceu Zhang Zongke (chinês tradicional: 張宗可, chinês simplificado: 张宗可, pinyin: Zhāng Zōngkě), mas ele adotou vários pseudônimos — principalmente Zhao Rong, mas também (para sua pintura) Li Jushi - antes de se estabelecer em Kang Sheng na década de 1930. Algumas fontes dão seu ano de nascimento como sendo tão cedo quanto 1893, mas também foi dado de várias maneiras como 1898, 1899 e 1903.
Kang recebeu sua educação primária na escola para meninos Guanhai e mais tarde na Escola Alemã em Qingdao.  Quando adolescente, ele teve um casamento arranjado com Chen Yi, em 1915, com quem teve dois filhos, uma filha, Zhang Yuying, e um filho, Zhang Zishi.  Depois de se formar na Escola Alemã, Kang lecionou em uma escola rural em Zhucheng, Shandong, no início da década de 1920, antes de partir, possivelmente para uma temporada na Alemanha e na França,  e finalmente para Xangai, onde chegou em 1924.

## Xangai
Depois de chegar a Xangai, Kang se matriculou na Universidade de Xangai, uma instituição sob o controle do PCC e a liderança intelectual de Qu Qiubai. Após cerca de seis meses na universidade, ele se juntou à Liga da Juventude do Partido Comunista. Kang então se juntou ao próprio Partido.
Sob a direção do Partido, Kang trabalhou na clandestinidade como sindicalista. Ele ajudou a organizar a greve de fevereiro de 1925 contra empresas japonesas que culminou no Movimento 30 de maio, uma grande manifestação liderada pelos comunistas, e colocou Kang em contato próximo com os líderes do partido Liu
Shaoqi, Li Lisan e Zhang Guotao.  Kang participou da insurreição operária de março de 1927 ao lado de Gu Shunzhang e sob a liderança de Zhao Shiyan, Luo Yinong, Wang Shouhua e Zhou Enlai. Quando o levante foi reprimido pelo Kuomintang com a ajuda crucial da Gangue Verde de Du Yuesheng no massacre de Xangai em 12 de abril de 1927, Kang conseguiu escapar e se esconder. 
Também em 1927, Kang se casou com uma estudante da Universidade de Xangai e também nativa de Shandong, Cao Yi'ou, (nascida Cao Shuqing) que se tornaria uma aliada política vitalícia.  Ele começou a trabalhar para Yu Qiaqing, um rico empresário com fortes simpatias pelo Kuomintang, como secretário pessoal de Yu.  Ao mesmo tempo, Kang permaneceu um organizador ativo, mas secreto do Partido, e foi nomeado para o novo Comitê Provincial de Jiangsu do Partido em junho de 1927. 
No final da década de 1920, Kang trabalhou em estreita colaboração com Li Lisan,  que havia sido nomeado chefe do Departamento de Propaganda no Sexto Congresso do PCC, que por razões de segurança e proximidade com o congresso do Comintern foi realizado fora de Moscou em meados de 1928.  Vários meses após o Sexto Congresso, Kang foi nomeado diretor do Departamento de Organização do Comitê Provincial de Jiangsu, que controlava os assuntos de pessoal. 
Em 1930, enquanto estava em Xangai, Kang foi preso junto com vários outros comunistas, incluindo Ding Jishi, e posteriormente libertado. O tio de Ding, Ding Weifen, era chefe da Escola Central do Partido Kuomintang em Nanjing, onde trabalhou com Chen Lifu, chefe do serviço secreto do Kuomintang. Mais tarde, Kang negou que tivesse sido preso, pois as circunstâncias de sua libertação sugeriam que ele havia, como Lu Futan alegou em 1933, "traído seus camaradas" para garantir sua liberdade. Conforme Byron & Pack (1992, p. 81)  observam, no entanto, "a prisão de Kang em si não é prova de que ele foi transformado por seus captores ou forçado a cooperar a longo prazo com eles. As prisões do KMT [Kuomintang] eram notoriamente caóticas e corruptas." 
Depois que o aventureirismo de Li Lisan e a operação fracassada de Changsha em junho de 1930 perderam o apoio do Partido para Li, Kang agiu habilmente para se alinhar com o novo favorito do Comintern, Wang Ming,  e os jovens alunos de Pavel Mif de Sun Yat-sen University, mais tarde conhecido como os 28 bolcheviques, que assumiram o controle do Politburo do Partido no Quarto Plenário do Sexto Comitê Central em 13 de janeiro de 1931.  Kang teria demonstrado sua lealdade a Wang Ming ao trair à polícia secreta do Kuomintang um reunião convocada em 17 de janeiro de 1931 por He Mengxiong, que se opôs fortemente a Li Lisan e estava descontente com o papel autoritário de Pavel Mif em garantir a ascensão de Wang dentro do Partido Comunista Chinês.  Na noite de 7 de fevereiro de 1931, He Mengxiong e 22 outros foram executados pela polícia do Kuomintang em Longhua, Xangai. Entre os assassinados estavam cinco aspirantes a escritores e poetas, incluindo Hu Yepin, amante de Ding Ling e pai de seu filho, mais tarde canonizado como mártir pelo Partido. 
A prisão e deserção para o Kuomintang em abril de 1931 de Gu Shunzhang, ex-gângster da Gangue Verde e membro da Célula de Inteligência do Partido, levou a graves violações da segurança do Partido e à prisão e execução de Xiang Zhongfa, o secretário-geral do Partido.  Em resposta, Zhou Enlai criou um Comitê Especial de Trabalho para supervisionar as operações de inteligência e segurança do Partido. Presidido pessoalmente por Zhou, o comitê incluía Chen Yun, Pan Hannian, Guang Huian e Kang Sheng. Quando Zhou deixou Xangai para a base comunista na província de Jiangxi em agosto de 1931, ele deixou Kang no comando do Comitê Especial de Trabalho, cargo que ocupou por dois anos. Nessa função, Kang estava "responsável por todo o aparato comunista de segurança e espionagem, não apenas em Xangai, mas em todo o KMT China". 

## Moscou
Em julho de 1931, Wang Ming mudou-se para Moscou e assumiu o cargo de principal representante chinês no Comintern. Kang e sua esposa Cao Yi'ou seguiram dois anos depois. Kang permaneceu em Moscou por quatro anos, atuando como vice de Wang no Comintern, retornando à China em 1937.  Enquanto em Moscou, Kang foi eleito membro do Politburo do PCC, talvez já em 1931 mas mais provavelmente em janeiro de 1934. 
Conforme Byron & Pack (1992) disse: "Kang não tinha motivos para se arrepender de trabalhar com Wang em Moscou. Seu próprio prestígio e poder cresciam cada vez mais, e seu casulo de privilégio o isolava das irritações da vida cotidiana. Mas estar em Moscou também excluiu Kang e Wang Ming do drama que estava se desenrolando na China na época."  Esse "drama" incluiu a épica retirada dos comunistas da província de Jiangxi para Yan'an, que ficou conhecida na história como a Longa Marcha, e o crescente poder dentro do PCC de Mao Zedong. Como o historiador militar francês Jacques Guillermaz  observou: 

A Longa Marcha ajudou o Partido Comunista Chinês a alcançar uma maior independência de Moscou. Tudo caminhava na mesma direção — a nomeação de Mao Zedong como presidente do Partido, ocorrendo em condições inusitadas, dificuldades práticas em manter contato, a tendência do Comintern de permanecer em segundo plano para ajudar na criação de frentes populares, sob o disfarce do patriotismo ou antifascismo. De fato, após a Conferência de Zunyi, os russos parecem ter tido cada vez menos influência nos assuntos internos do Partido Comunista Chinês. À luz da história mais recente, esta foi talvez uma das principais consequências da Longa Marcha.
A influência de Wang Ming sobre as principais forças comunistas foi mínima após a saída de Mao Zedong da Conferência Zunyi de janeiro de 1935 como chefe indiscutível do Partido. De Moscou, Wang e Kang procuraram manter o controle sobre as forças comunistas na Manchúria, que receberam ordens deles para conservar suas forças e evitar o confronto direto com o exército japonês. Esta diretiva, que Kang mais tarde negou ter existido, foi resistida por alguns líderes da Manchúria e mais tarde criticada por Mao Zedong como prova de que Wang Ming sufocou o potencial revolucionário da Manchúria. 
Após o assassinato de Sergei Kirov em dezembro de 1934, Joseph Stalin iniciou seus grandes expurgos do Partido Comunista da União Soviética. Seguindo este exemplo, e com o apoio de Wang Ming, Kang estabeleceu em 1936 o Escritório para a Eliminação dos Contrarrevolucionários e trabalhou em estreita colaboração com a polícia secreta soviética, a NKVD, expurgando talvez centenas de chineses então em Moscou. Como Byron & Pack (1992) colocou: 

Kang ganhou grande poder do Escritório de Eliminação, que usou para silenciar oponentes e testemunhar quaisquer episódios embaraçosos de seu passado, especialmente sua prisão em Xangai. … Esta não foi a primeira vez que os chineses em Moscou foram vítimas de expurgos. As autoridades soviéticas fizeram várias prisões na Universidade Sun Yat-sen de Moscou durante o final da década de 1920; os alunos desapareceram na noite, para nunca mais serem vistos. Mas Kang criou sua própria variação: no passado, os chineses haviam sido expurgados pelos soviéticos; agora, sob Kang, eles foram liquidados por seus compatriotas chineses.
Stalin era mais tolerante com os chineses em Moscou do que com outros comunistas estrangeiros, que foram expurgados junto com seus camaradas soviéticos. Isso pode ter sido motivado por uma preocupação com a ameaça potencial de uma invasão japonesa do Extremo Oriente soviético. De qualquer forma, nessa época Stalin começou a promover a ideia de uma frente única do Partido Comunista Chinês e do Kuomintang contra os japoneses, política que Wang Ming e Kang rapidamente endossaram. Em novembro de 1937, após o Incidente da Ponte Marco Polo e a invasão japonesa da China, Stalin despachou Wang e Kang para Yan'an em um avião soviético especialmente fornecido. 
Kang jogou um jogo astuto no mundo complexo e obscuro da Moscou de Stalin, recebendo o seguinte comentário de Josip Broz Tito, que conheceu Kang em Moscou em 1935: 

Pode-se dizer sem sombra de dúvida que naquela época Kang Sheng estava jogando um jogo múltiplo. Por um lado, ele estava agradando a Stalin, mas ao mesmo tempo estava traindo sua confiança. Da mesma forma, ele fez contato com os trotskistas e considerou se juntar ao movimento deles, mas também tomou medidas para se infiltrar e sabotar sua Quarta Internacional…
Tito fez esses comentários a Hua Guofeng em sua única visita à China, em 1977, após a morte de Kang, e certamente tinha sua própria agenda ao fazê-lo, mas como Faligot & Kauffer (1989, p. 102)  observam, "em todo caso, Tito certamente entendeu a psicologia de Kang: um jogo de espelhos multifacetado certamente era seu estilo, mesmo na década de 1930." 

## Yan'an

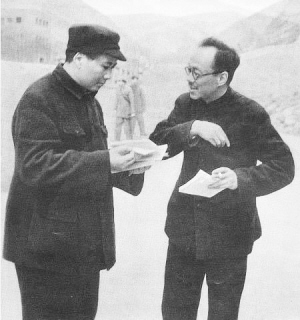
Kang com Mao em Yan'an, 1945

Quando Kang Sheng chegou ao reduto do Partido em Yan'an no final de novembro de 1937 como parte da comitiva de Wang Ming, ele já deve ter percebido que Wang Ming estava caindo em desgraça, mas inicialmente apoiou Wang e os esforços do Comintern para guiar os chineses. Os comunistas voltam a se alinhar com a política soviética, especialmente a necessidade de se alinhar com o Kuomintang contra os japoneses. Kang também trouxe a obsessão de Stalin com o trotskismo para ajudar Wang a derrotar os esforços de Zhou Enlai e Dong Biwu para trazer Chen Duxiu — então o líder informal dos trotskistas na China — de volta ao Partido. 
Depois de avaliar a situação no terreno em Yan'an, no entanto, em 1938 Kang decidiu se realinhar com Mao Zedong. Os motivos de Kang são fáceis de imaginar. Da parte de Mao, como MacFarquhar (1997)  colocou: 

Kang Sheng foi uma captura valiosa para Mao enquanto ele se esforçava para consolidar o poder que havia conquistado na Conferência de Zunyi em janeiro de 1935. Kang poderia trair todos os segredos de Wang Ming e seus apoiadores. Ele estava familiarizado com a política de Moscou e os métodos policiais/terroristas, e suficientemente fluente em russo para atuar como um importante contato com os visitantes soviéticos. Ele havia absorvido suficiente marxismo-leninismo e polemização stalinista para afetar a pátina de um teórico, e ele era um escritor fluente.
Em Yan'an, Kang era próximo de Jiang Qing, que pode ter sido amante de Kang quando ele visitou Shandong em 1931.  Em Yan'an, Jiang tornou-se amante de Mao Zedong, que mais tarde se casou com ela. Em 1938, Kang ganhou a gratidão de Mao e Jiang ao apoiar sua ligação contra a oposição de quadros mais socialmente conservadores, que estavam cientes de seu passado e desconfortáveis com ele. Byron & Pack (1992) afirmam que: 

Kang agiu decisivamente para proteger Mao e refutar as acusações contra Jiang Qing. Invocando sua experiência como chefe do Departamento de Organização e como especialista em questões de segurança e espionagem, Kang atestou Jiang Qing. Ela era uma membro do Partido em boa posição, declarou ele, e não tinha afiliações que impedissem o casamento com Mao. O conhecimento pessoal de Kang sobre o passado de Jiang Qing era fragmentado e certamente insuficiente para permitir que ele provasse que ela não era uma agente do KMT, mas ele adulterou seu registro, destruiu material adverso, desencorajou testemunhas hostis e a treinou sobre como responder às perguntas de sondagem de interrogadores de alto escalão que esperavam desacreditar Mao.
Muitos acreditam que este episódio foi a chave para o sucesso futuro de Kang, que dependia não apenas de seus talentos consideráveis, mas também de seu relacionamento com Mao. Além da política, Kang e Mao também compartilhavam o interesse pela cultura clássica, incluindo poesia, pintura e caligrafia. 
O relacionamento de Mao com Kang, em Yan'an e posteriormente, baseava-se principalmente em cálculos políticos. A familiaridade de Kang com Wang Ming permitiu-lhe fornecer a Mao informações valiosas sobre a subserviência de Wang aos soviéticos. Embora quadros como Chen Yun, que estiveram em Moscou com Wang e Kang, estivessem cientes do apoio servil anterior de Kang a Wang, Kang procurou arduamente mudar essa história e obscurecer afiliações anteriores. 
Além disso, Mao, que nesses anos ainda não havia visitado a União Soviética, usou Kang nesse período como uma valiosa fonte de informações sobre os assuntos soviéticos. Mao também desconfiava dos russos e, logo após se aliar a Mao, Kang também começou a se manifestar contra a União Soviética e seus agentes na China. Peter Vladimirov, o agente do Comintern enviado a Yan'an, registrou que Kang o manteve sob vigilância constante e até forçou Wang Ming a evitar encontrá-lo.  Vladimirov também acreditava que Kang entregava relatórios tendenciosos dos assuntos soviéticos a Mao.
Quando Stalin mudou seu apoio de Wang Ming para Mao Zedong, o Departamento de Pessoal do comitê executivo do Comintern (o "ECCI") incluiu o nome de Kang em uma lista de quadros do PCC que não deveriam ser incluídos na liderança. Segundo Pantsov & Levine (2012):

Mais uma vez, o ECCI e, por trás dele, o próprio Stalin ajudaram Mao a consolidar seu poder. Desta vez, eles até exageraram. Mao não via Kang Sheng, que já havia mudado abertamente para o seu lado, nem vários desses outros oficiais do partido [nomeados no memorando do Departamento de Pessoal do ECCI] como seus inimigos. Ele até tentou defender Kang Sheng em uma de suas cartas para [Georgii] Dimitrov. "Kon Sin [Kang Sheng]", escreveu Mao, "é confiável".
Enquanto estava em Yan'an, Kang supervisionou as operações de inteligência contra os dois principais inimigos do Partido, os japoneses e o Kuomintang, bem como potenciais oponentes de Mao dentro do Partido. Chang & Halliday (2005, p. 275)  escrevem que "Shi Zhe observou que Kang estava vivendo em um estado de profundo medo de Mao neste período" por causa de seu passado obscuro, que havia sido levantado com Mao em muitas cartas de quadros e pelos russos, ainda "Ao invés de ser desencorajado pelo passado obscuro de Kang, Mao positivamente o saboreou. Como Stalin, que empregou ex-mencheviques como Vyshinsky, Mao usou a vulnerabilidade das pessoas como uma forma de se impor sobre os subordinados."  Vladimirov acreditava que Kang estava por trás, a mando de Mao, da tentativa de assassinato de Li Fuchun e Jin Maoyao. Wang Ming por meio de envenenamento por mercúrio,  embora essa afirmação permaneça controversa.
Kang estava profundamente envolvido com o Movimento de Retificação de Yan'an lançado por Mao em fevereiro de 1942, que era "central para a missão de Mao de uma reinvenção completa da sociedade chinesa".  Como Rana Mitter escreve: 

A crise existencial da China durante a guerra forneceu uma desculpa perfeita para os estados rivais, ainda que paralelos, [em Chongqing, Nanjing e Yan'an] usarem técnicas semelhantes, da chantagem ao bombardeio, para atingir seus objetivos e silenciar as críticas de seus oponentes. Se cada um deles prestou homenagem a Sun Yat-sen em público, também cada um deles cortejou o pensamento e as técnicas de Stalin em particular.
Na pessoa de Kang Sheng, Mao tinha à sua disposição um homem "treinado por um dos maiores especialistas mundiais no abuso de corpos e mentes humanas: o chefe do NKVD soviético, Nikolai Yezhov "  Como Mitter (2013) explica: 

Kang Sheng foi o cérebro por trás da "dor e fricção" subjacente ao processo de retificação. Ele usou uma técnica soviética clássica de acusar membros leais do partido de serem espiões nacionalistas. Depois de confessarem sob tortura, suas confissões poderiam desencadear uma avalanche de acusações e prisões. À medida que a guerra piorava em 1943 e a área comunista ficava mais isolada, Kang aumentava a velocidade e a ferocidade dos expurgos.
Kang foi suficientemente brutal em seus métodos para despertar a oposição de quadros superiores, incluindo Zhou Enlai, Nie Rongzhen e Ye Jianying. Ao mesmo tempo, Mao não gostava de ter um único homem em tal posição de poder. Assim, após o Sétimo Congresso do PCC em abril de 1945, Kang foi substituído como chefe do Departamento de Assuntos Sociais e do Departamento de Inteligência Militar.
Byron e Pack escrevem que "apesar do declínio de Kang, sua influência no sistema de segurança e inteligência foi visível nas próximas décadas. Os métodos que ele popularizou em Yan'an moldaram o trabalho de segurança pública durante a Revolução Cultural e além."  Além disso: 

[para] muitas vítimas da retificação, libertação e reabilitação em 1945, depois que o Sétimo Congresso do Partido não as protegeu permanentemente contra Kang. Durante a Revolução Cultural, ele procurou muitos deles, prendeu-os e acusou-os novamente de traidores ou renegados. Um item padrão de evidência usado contra eles foi um registro de sua prisão em Yan'an durante o Movimento de Retificação — acusações falsas da década de 1940 apareceram vinte anos depois como "prova" da deslealdade de um indivíduo.

## De Yan'an à Revolução Cultural
Após sua queda dos postos de segurança, em dezembro de 1946, Kang foi designado por Mao Zedong, Zhu De e Liu Shaoqi para revisar o projeto de reforma agrária do Partido em Longdong, província de Gansu. Ele voltou depois de cinco semanas com a opinião de que a reforma agrária precisava ser mais severa e que não poderia haver acordo com os proprietários. "Kang instigou o ódio pelos proprietários e seus lacaios. Em nome da justiça social, ele encorajou os camponeses a acertar as contas matando latifundiários e camponeses ricos." 
Em março de 1947, Kang colocou seus métodos em prática no condado de Lin, província de Xanxim. Esses métodos incluíam escrutínio especial e perseguição de proprietários de terra conhecidos por terem simpatias comunistas e investigação dos antecedentes das próprias equipes de reforma agrária do Partido. Em abril de 1948, Mao destacou Kang para elogios por sua forma de lidar com a reforma agrária, com o resultado que: 

A reforma agrária abriu um caminho sangrento em grande parte da China rural. Esquadrões de executores comunistas foram enviados às aldeias mais remotas para organizar os pequenos ladrões e bandidos locais nas chamadas equipes de reforma agrária, que inflamaram os camponeses pobres e contrataram trabalhadores contra os ricos. Quando o ressentimento atingiu o auge, os camponeses em "reuniões de queixas" encenadas foram encorajados a relatar as injustiças e insultos que haviam sofrido, tanto reais quanto imaginários, nas mãos dos "valentões dos proprietários". Freqüentemente, essas reuniões terminavam com as massas, lideradas pelas equipes de reforma agrária, gritando "Atirem nele! Atire nele!" ou "Mate! Matar! Matar!" O quadro encarregado do processo determinaria que os proprietários haviam cometido crimes graves, os condenaria à morte e ordenaria que fossem levados e eliminados imediatamente.
Em novembro de 1947, o Politburo do PCC designou Kang para inspecionar a reforma agrária em sua província natal de Shandong. No início de 1948, foi nomeado vice-chefe do Bureau do Partido na China Oriental, sob Rao Shushi.  Alguns comentaristas especulam que a humilhação privada de ser colocado sob um ex-subordinado pode ser uma das razões pelas quais Kang "ficou doente" e praticamente desapareceu de vista até depois da queda de Rao em 1954.  Claro, Kang pode realmente ter sido doente. O médico pessoal de Mao, Li Zhisui, registrou mais tarde que os médicos responsáveis pelo tratamento de Kang no Hospital de Pequim disseram a ele que Kang sofria de esquizofrenia. Escrevendo antes da publicação do livro de Li, Byron e Pack ofereceram outros diagnósticos possíveis com base nos sintomas que Kang parece ter exibido, incluindo psicose maníaco-depressiva e epilepsia do lobo temporal. 
O ressurgimento de Kang no cenário político em meados da década de 1950 ocorreu aproximadamente ao mesmo tempo que o caso Gao Gang-Rao Shushi e o caso de Yu Bingbo.  Faligot e Kauffer veem esses casos como cada um mostrando sinais de envolvimento de Kang Sheng, que eles acreditam ter usado como meio de retornar ao poder. 
Em janeiro de 1956, Kang fez sua primeira aparição pública em anos em uma reunião da Conferência Consultiva Política do Povo Chinês em Pequim. Como Byron e Pack escrevem:

Os desafios que Kang enfrentou durante os primeiros meses de 1956 enfatizaram os perigos que ele teria arriscado ao continuar sua retirada. Assim que ele reapareceu, Kang encontrou sérios problemas que fizeram com que sua posição na hierarquia flutuasse drasticamente. Após o expurgo de Gao Gang e Rao Shushi em 1954, ele ficou em sexto lugar, abaixo do presidente Mao, Liu Shaoqi, Zhou Enlai, Zhu De e Chen Yun. Mas em fevereiro de 1956, apenas algumas semanas após seu retorno à vida pública, ele foi listado abaixo de Peng Zhen . No final de abril, ele ocupava o décimo lugar, mesmo abaixo de Luo Fu, o único membro dos 28 bolcheviques que ainda ocupava uma cadeira no Politburo. No entanto, no primeiro de maio de 1956 — a celebração socialista internacional — Kang estava repentinamente de volta ao sexto lugar. Sua posição, pelo menos segundo relatórios públicos e boletins oficiais, permaneceu inalterada desde então até o Oitavo Congresso, quatro meses depois.
Kang sofreu uma severa reversão da sorte no plenário do Comitê Central que se seguiu à primeira sessão do Oitavo Congresso do PCCh, quando foi rebaixado a membro suplente e sem direito a voto do Politburo. Roderick MacFarquhar escreve:

As razões para a redução de Kang Sheng a membro suplente do Politburo não são claras. … A razão imediata para seu rebaixamento pode ter sido a repulsa geral contra a polícia secreta dentro do bloco comunista após o Discurso Secreto de Khrushchev .  A emergência de Kang Sheng durante a revolução cultural como um dos mais importantes bastiões maoístas sugere que... não é improvável que no 8º Congresso Mao tenha salvado Kang de uma humilhação ainda maior.
A própria posição de Mao estava enfraquecendo, como evidenciado pela decisão do Oitavo Congresso do PCC de excluir a frase "guiado pelo pensamento de Mao Zedong" da nova constituição do Partido e restabelecer o cargo de Secretário-Geral, abolido em 1937.  Os perigos de exaltar um único líder e o desejo de uma liderança coletiva foram talvez o ponto mais direto do Discurso Secreto de Khrushchev ao Vigésimo Congresso do Partido Comunista da União Soviética (o "CPSU") em fevereiro de 1956, no qual ele condenou Stalin, os métodos de Stalin e seu culto à personalidade e que, segundo Archie Brown, "foi o começo do fim do comunismo internacional". 
Enquanto Kang permaneceu como membro do Politburo, ele não teve nenhum papel concreto e nenhuma base de poder, o que o levou a assumir uma série de atribuições diversas e a alinhar-se o mais próximo possível de Mao, que estava planejando sua resposta à desestalinização. e seus efeitos dentro da liderança do PCCh.  Suas respostas, nas Cem Flores e na Campanha Antidireitista que se seguiu, marcaram uma profunda virada na história da República Popular da China. Como Maurice Meisner escreveu:

O período das Cem Flores foi a época em que os chineses abandonaram o modelo soviético de desenvolvimento e embarcaram em um caminho distintamente chinês para o socialismo. Foi a época em que a China anunciou sua autonomia ideológica e social em relação à União Soviética e sua herança stalinista. É uma ironia cruel e trágica que a ruptura com o padrão stalinista de desenvolvimento socioeconômico não tenha sido acompanhada por uma ruptura com os métodos stalinistas na vida política e intelectual. Este último foi impedido pela supressão dos críticos que brevemente "floresceram e lutaram" em maio e junho de 1957.
Conforme observado em conexão com o Movimento de Retificação de Yan'an lançado 15 anos antes, Kang Sheng desempenhou um papel importante ao trazer os métodos stalinistas de repressão para a China. 
Kang foi claramente um apoiador de Mao durante o período do Grande Salto Adiante e suas consequências e, como MacFarquhar (1997)  escreve, "e foi o beneficiário da prática de Mao de preservar e proteger aqueles em quem ele confiava e confiava, e para quem ele via um uso futuro."  Como resultado, Kang recebeu uma série de cargos importantes durante o final dos anos 1950, incluindo em 1959 a responsabilidade pela Escola Central do Partido. 
Entre as atividades mais importantes de Kang nesse período estavam aquelas relacionadas ao aprofundamento da cisão com a União Soviética, sobre a qual Mao e outros o consideravam uma espécie de especialista. Entre suas atribuições do Politburo estava a redação de um longo artigo que apareceu no The People's Daily em 29 de dezembro de 1956, sob o título "Mais sobre a experiência histórica da ditadura do proletariado" e que expressava a posição do partido de que as realizações de Stalin ofuscavam seus erros. 
Kang visitou a União Soviética e vários países socialistas na Europa Oriental em várias ocasiões entre 1956 e 1964, expressando crescente desdém pelas políticas "revisionistas" de Nikita Khrushchev e Josip Broz Tito.  Em fevereiro de 1960, como observador chinês na conferência da Conferência Consultiva Política do Pacto de Varsóvia, Kang fez o que Jacques Guillermaz descreveu como "um ataque violento aos líderes dos Estados Unidos, seu pacifismo fingido, seu sonho de 'evolução pacífica' dos países socialistas e sua sabotagem repetida do desarmamento."  Byron & Pack (1992)  descrevem o discurso como "uma crítica sutil e quase sarcástica da política externa russa que se tornou um marco na deterioração das relações sino-soviéticas". 
No ano seguinte, Kang foi um dos delegados chineses ao Vigésimo Segundo Congresso do PCUS a deixar seus assentos para evitar apertar a mão de Khrushchev. Kang também foi membro da delegação que participou de uma reunião em Moscou em julho de 1963, que não conseguiu preencher a lacuna crescente entre os partidos chinês e soviético. Entre os pontos de discórdia, levantados em uma carta emitida pelo Partido Comunista Chinês em 14 de junho de 1963, estava a desestalinização e a alegação de que:

sob o pretexto de "combater o culto do indivíduo", certas pessoas estão interferindo grosseiramente nos assuntos internos de outros partidos irmãos e países irmãos e forçando outros partidos irmãos a mudar sua liderança para impor sua própria linha errada a esses partidos.
Jacques Guillermaz perguntou retoricamente a essa crítica: "poderiam os chineses realmente estar pensando em Enver Hoxha?" 
A brecha sino-soviética e a obsessão com o revisionismo de Khrushchev agigantam-se com a chegada da Revolução Cultural, pois Mao viu o revisionismo e a desestalinização como uma ameaça não apenas à sua própria posição, mas também à própria sobrevivência do Partido Comunista Chinês como uma força revolucionária. Conseqüentemente, uma avaliação do papel de Kang como apoiador da linha de Mao neste período ajuda a explicar seu retorno ao auge do poder alguns anos depois.

## Kang Sheng e a Revolução Cultural

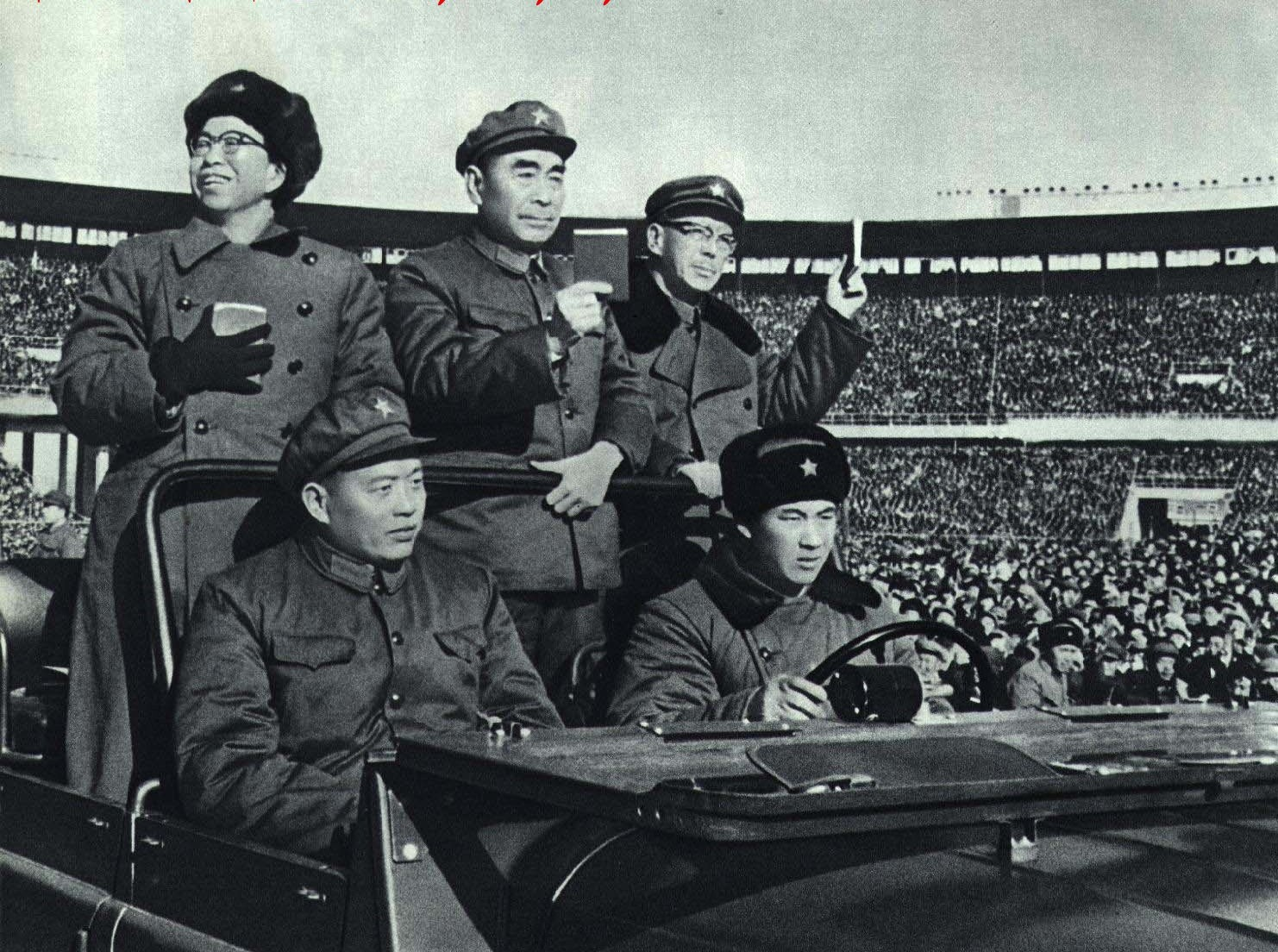
Kang (canto superior direito) durante a Revolução Cultural, com Jiang Qing e Zhou Enlai

Como um importante aliado dos esforços de Mao Zedong para recuperar o controle do PCC, Kang foi um importante facilitador e participante da Revolução Cultural, posteriormente descrita pelo Comitê Central do PCC como tendo "durado de maio de 1966 a outubro de 1976" e como "responsável pelo mais severo revés e pesadas perdas sofridas pelo Partido, pelo Estado e pelo povo desde a fundação da República Popular." A resolução do Comitê Central concluiu que a Revolução Cultural "foi iniciada e liderada pelo camarada Mao Zedong". Ao delinear os "erros" cometidos por Mao e outros no período que antecedeu a Revolução Cultural, o Comitê Central observou que "como Lin Biao, Jiang Qing e Kang Sheng, abrigando segundas intenções, fizeram uso desses erros e os inflaram."
Bem antes do início da Revolução Cultural como tal, é claro, Kang desempenhou seu papel no ataque aos rivais de Mao na liderança do Partido. No início dos anos 1960, muitos desses quadros estavam insatisfeitos com uma série de políticas, bem como com a recusa de Mao em reabilitar Peng Dehuai, o ex-ministro da Defesa e um dos primeiros críticos do Grande Salto Adiante. Além disso, a Grande Fome Chinesa que se seguiu ao Grande Salto Adiante despertou sérias dúvidas entre os colegas de Mao na liderança do PCC sobre a sabedoria de suas escolhas em levar a China ao socialismo, com muitos preferindo a direção estabelecida por Liu Shaoqi. Como o cronista da fome Yang Jisheng observou:

Os três anos da Grande Fome indubitavelmente intensificaram as divisões entre Mao e Liu. Inconformado com o fracasso das Três Bandeiras Vermelhas, Mao... culpou o "revisionismo" e os "inimigos de classe". Combater e prevenir o "revisionismo" foi, portanto, a principal tarefa da Revolução Cultural, enquanto Mao tentava abrir caminho para estabelecer sua utopia. Isso significava atacar os "detentores do poder da estrada capitalista", como Liu Shaoqi, cujas tentativas de resolver os problemas que sobraram da Grande Fome, dando aos camponeses mais autonomia no cultivo e adotando uma linha mais branda nos assuntos internacionais, foram rotuladas de "linha revisionista contra-revolucionária". ."
Já no final dos anos 1950, a posição de Mao havia enfraquecido após a condenação de Khrushchev aos métodos de Stalin e ao culto à personalidade.  Mao ficou ainda mais inquieto com os desenvolvimentos subsequentes na União Soviética, dos quais ele se tornou cada vez mais crítico e acusado de "revisionismo" e abandono do ponto de vista de classe, especialmente após a adoção pelo 22º congresso do Partido Comunista da União Soviética em outubro de 1961 das teorias de "coexistência pacífica" que ele considerava um anátema. Como observa Yang Jisheng, "sob a ênfase renovada de Mao na luta de classes, 'revisionismo', 'oportunismo de desvio de direita' e 'restauração capitalista' tornaram-se conceitos interligados. . . . A partir da década de 1960, Mao tratou a luta contra o revisionismo como uma tarefa política crucial." 
Kang pode ou não ter compartilhado essas opiniões, mas ele habilmente explorou as preocupações de Mao sobre a ameaça à visão do presidente para o caminho da China para o socialismo apresentada por "direitistas" e "revisionistas" que não compartilhavam inteiramente dessa visão, especialmente aqueles que ocupavam cargos em hierarquia do PCC. No 10º Plenário do Oitavo Comitê Central do PCC em setembro de 1962, Kang persuadiu Mao a usar a publicação de um romance sobre Liu Zhidan, um membro do Partido morto em batalha contra o Kuomintang em 1936, insinuando com sucesso que a publicação do romance foi um esforço de Xi Zhongxun, Jia Tuofu e Liu Jingfan para reverter o veredicto do Partido sobre seu ex-associado Gao Gang e, portanto, "antipartido". Como resultado disso, o Comitê Central nomeou Kang para chefiar um comitê especial de investigação para examinar os casos de Xi, Jia e Liu. Como escreve MacFarquhar: 

Dois meses depois, [Kang] mudou-se para o complexo de hóspedes Diaoyutai na capital para planejar uma equipe de ideólogos para a campanha contra o revisionismo soviético. O assassino mais cínico da equipe de golpes da Revolução Cultural de Mao era agora um agente no local, ajudando a iniciar as políticas interna e externa que foram o prelúdio daquele cataclismo.
Em julho de 1964, Kang, então presidente do Comitê Teórico do Comitê Central, foi nomeado para um Pequeno Grupo da Revolução Cultural de cinco membros sob o Comitê Central para liderar a crítica do revisionismo nos domínios culturais e acadêmicos. O grupo era presidido por Peng Zhen, um membro do Partido desde 1923 que em 1964 era o quinto membro do Comitê Central do PCC, bem como o Primeiro Secretário do Comitê Municipal do Partido de Pequim e prefeito da capital. 
Em janeiro de 1965, Mao sugeriu ao Politburo do Partido que os principais inimigos do socialismo na China eram "aquelas pessoas em posição de autoridade dentro do Partido que estão seguindo o caminho capitalista" e pediu que o Partido empreendesse uma "revolução cultural".  Em fevereiro de 1965, Mao enviou sua esposa Jiang Qing a Xangai para acender a primeira centelha do que se tornaria a Revolução Cultural, a campanha contra Wu Han, o vice-prefeito de Pequim e autor da peça de 1961 Hai Rui demitido do cargo. Como Yang Jisheng observa: 

Como um importante historiador Ming dentro do partido, Wu Han usou o marxismo para interpretar a história e usou a história como uma alusão politicamente carregada ao presente. Antes do estabelecimento da RPC, as obras de Wu Han castigaram o imperador Ming fundador, Zhu Yuanzhang, como substituto de Chiang Kai-shek, mas depois que a RPC foi estabelecida, o livro de Wu, Zhu Yuanzhang, serviu como um hino de louvor a Mao. Esse padrão duplo é típico de intelectuais que chegam à fama sob um governo totalitário.
Na verdade, Mao encorajou Wu Han a escrever o ensaio "Hai Rui repreende o imperador", publicado sob pseudônimo no Diário do Povo em junho de 1959. No entanto, Yang Jisheng observou que quando Wu Han mais tarde escreveu o roteiro para a peça "... o hipervigilante Jiang Qing e Kang decidiram que [ela] era ... 'relacionada à Conferência de Lushan e ... implicitamente endossou 'atribuindo cotas de produção às famílias' e ao vento contínuo da reversão do veredicto. Mao levou seus pontos de vista a sério e instruiu Jiang Qing a encontrar um assassino para denunciar a jogada." 
O ataque a Wu Han foi um ataque indireto a Peng Zhen, um pilar do establishment que Mao queria derrubar. O papel de Kang no subsequente expurgo de Peng foi co-liderar com Chen Boda a acusação da acusação de Mao de que "Peng Zhen, o Departamento de Propaganda e o Comitê do Partido de Pequim haviam protegido pessoas más enquanto reprimiam os esquerdistas".  O processo levou algum tempo, mas em maio de 1966 Peng Zhen, junto com Luo Ruiqing, Lu Dingyi e Yang Shangkun foram destituídos de todos os cargos oficiais. Em seu veredicto sobre o evento muito tempo depois, o Comitê Central do PCC concluiu: "Lin Biao, Jiang Qing, Kang Sheng, Zhang Chunqiao e outros... exploraram a situação para incitar as pessoas a 'derrubar tudo e travar uma guerra civil em grande escala'. '". Yang Jisheng observa que: 

Em vez de dizer que a queda de Peng, Luo, Lu e Yang foi parte da Revolução Cultural, seria mais correto dizer que foi uma preparação crucial para o lançamento abrangente de Mao da Revolução Cultural. Eliminar aquelas quatro pessoas fez com que Mao se sentisse mais seguro.
A Revolução Cultural foi efetivamente lançada quando o Comitê Central do PCC aprovou uma circular em 16 de maio de 1966, cujo texto Mao, com a ajuda de Kang, Chen Boda, Jiang Qing e outros, foi fundamental na redação. Kang tornou-se conselheiro do Pequeno Grupo da Revolução Cultural Central, presidido por Chen Boda, após o estabelecimento formal do grupo pelo Comitê Central no final de maio de 1966. 

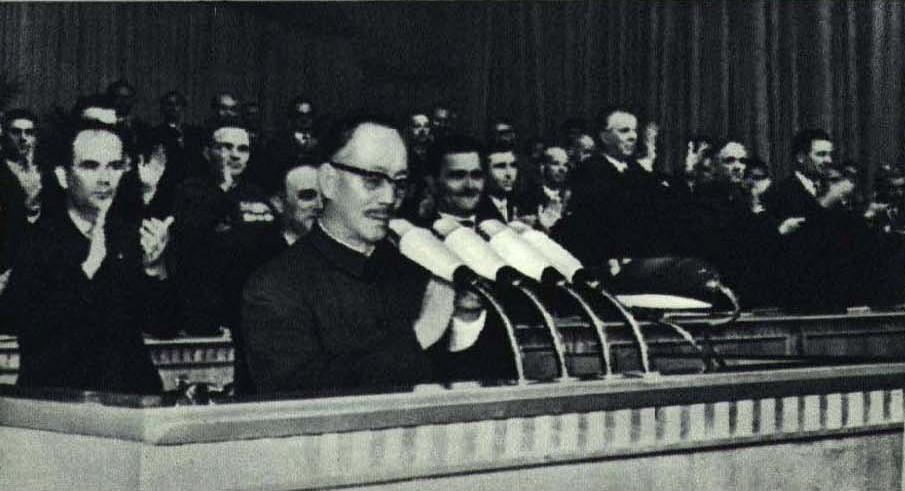
Kang Sheng participa do Congresso do Partido Comunista da Albânia, 1966

No início de 1966, Kang Sheng enviou sua esposa, Cao Yi'ou, para a Universidade de Pequim como parte de uma equipe destinada a reunir esquerdistas contra o presidente da universidade, Lu Ping, e outros funcionários alinhados com Peng Zhen.  Cao procurou Nie Yuanzi, um secretário do Partido no Departamento de Filosofia com quem Kang e Cao se conheceram anos antes em Yan'an. Com informações de Cao Yi'ou de que Lu Ping havia perdido a proteção de alto nível do Partido, Nie Yuanzi e seus aliados de esquerda escreveram um infame cartaz de grande caráter atacando a liderança da universidade e lançando um movimento que nos três meses seguintes lançou a Universidade de Pequim no caos.
Mais significativamente para o resto da China, Mao aprovou o conteúdo do cartaz de Nie e no início de junho escreveu o seguinte memorando: "Camaradas Kang Shen e Chen Boda: Este texto pode ser transmitido na íntegra pela Agência de Notícias Xinhua e publicado em todos os jornais do país. É essencial. A destruição dessa fortaleza reacionária, a Universidade de Beijing, pode agora começar. Por favor, manuseie como achar melhor." Kang e Chen garantiram que o texto completo do pôster de Nie fosse transmitido nacionalmente na íntegra, junto com o elogio de Mao a ele como "o primeiro pôster marxista-leninista de grande caráter da China" no dia em que receberam o memorando do presidente.  Como Yue Daiyun escreveu sobre os efeitos na sociedade: "Sem limites impostos, sem orientação oferecida, ninguém assumindo a responsabilidade pelo que ocorreu, e os Guardas Vermelhos apenas seguindo seus impulsos, o ataque aos mais velhos e a destruição de propriedade cresceu completamente fora de controle." 
Em 1968, Mao e outros líderes finalmente começaram a controlar os Guardas Vermelhos, com Kang Sheng desempenhando um papel de liderança. Em janeiro, Kang denunciou a coalizão Hunan-Shengwulian de Guardas Vermelhos como "anarquistas" e "trotskistas", lançando uma campanha de repressão brutal nos meses seguintes pelo exército e pela polícia secreta.  Em julho, quando Mao brincou com um grupo de líderes da Guarda Vermelha que ele próprio era a "mão negra" reprimindo os revolucionários universitários, os dias de glória do movimento estavam terminando. 
Nos anos turbulentos da Revolução Cultural, Kang permaneceu próximo ao auge do poder e, como o "gênio do mal" dentro do Grupo Central de Exame de Casos (o "CCEG") estabelecido pelo Politburo do PCC em 24 de maio de 1966, foi fundamental nos esforços de Mao para expurgar muitos altos funcionários do Partido, incluindo seu rival mais antigo dentro do Partido, Liu Shaoqi.  No julgamento subsequente da chamada "Gangue dos Quatro ", uma das acusações levantadas contra Jiang Qing foi que ela conspirou "com Kang Sheng, Chen Boda e outros para se encarregarem de convocar a grande reunião [em 18 de julho de 1967] para aplicar luta e crítica a Liu Shaoqi e realizar uma busca em sua casa, perseguindo fisicamente o Chefe de Estado da República Popular da China."  Xiao Meng testemunhou no julgamento que "a calúnia e perseguição de [esposa de Liu Shaoqi] Wang Guangmei foi tramada por Jiang Qing e Kang Sheng pessoalmente." 
A posição de Kang no CCEG deu a ele um poder enorme, embora invisível. A própria existência do CCEG permaneceu um segredo, como escrevem MacFarquhar e Schoenhals:

Durante os seus treze anos de existência, o CCEG teve poderes muito superiores não só aos da Comissão de Inspeção Disciplinar e do Departamento de Organização do Partido, mas também aos dos órgãos centrais de segurança pública e procuradoria e dos tribunais. O CCEG tomou a decisão de "descobrir", perseguir, prender, prender e torturar membros "revisionistas" [Comitê Central] e muitos inimigos políticos menores. Seus funcionários privilegiados eram o equivalente da Revolução Cultural à Cheka de Vladimir Lenin e à Gestapo de Adolf Hitler . Enquanto o [Grupo Central da Revolução Cultural] pelo menos nominalmente lidava com "cultura", o CCEG lidava exclusivamente com violência.  O CCEG foi estabelecido como um órgão ad hoc, mas logo se tornou uma instituição permanente com uma equipe de milhares que, a certa altura, estava investigando nada menos que 88 membros e suplentes do Comitê Central do Partido por suspeita de "traição", "espionagem" e/ou "conluio com o inimigo".
Durante a Revolução Cultural, Kang também abusou de sua posição para vantagem pessoal. Pintor e calígrafo talentoso, ele usou seu poder para saciar sua inclinação para colecionar antiguidades e obras de arte, principalmente pedras de tinta. De acordo com Byron & Pack, muitos dos líderes da Revolução Cultural também usaram a ilegalidade do período para adquirir para si objetos apreendidos nas casas das pessoas atacadas pelos Guardas Vermelhos. Mas Kang, em uma série de visitas ao Bureau de Relíquias Culturais, "se serviu de 12.080 volumes de livros raros — mais do que qualquer outro líder radical, e 34 por cento de todos os livros raros removidos — e 1.102 antiguidades, 20 por cento do total. Apenas Lin Biao, que, como herdeiro designado por Mao, ocupava o segundo lugar no ranking, se apropriou de mais antiguidades do que Kang." 
Kang Sheng foi fundamental na supervisão da redação da nova Constituição do Partido, adotada no Nono Congresso do PCC em abril de 1969, que restabeleceu o “Pensamento Mao Zedong” ao lado do marxismo-leninismo como a base teórica do partido. O Congresso elegeu Kang como um dos cinco membros do Comitê Permanente do Politburo, juntamente com Mao, Lin Biao, Zhou Enlai e Chen Boda.  No Nono Congresso, a esposa de Kang Sheng, Cao Yi'ou, foi eleita para o Comitê Central. 
A Constituição redigida sob a supervisão de Kang e adotada no Nono Congresso estipulava que "o camarada Lin Biao é o camarada de armas e sucessor próximo do camarada Mao Zedong". Kang Sheng e Lin Biao não eram aliados próximos, embora Kang já tivesse ajudado Lin em seus esforços bem-sucedidos para remover o marechal He Long, um rival formidável do desejo de Lin de controlar o Exército de Libertação do Povo. Na sequência da tentativa de golpe abortada de Lin Biao e morte em setembro de 1971, Kang teve o cuidado de se distanciar do ex-herdeiro desgraçado de Mao e de Chen Boda, que tinha sido estreitamente alinhado com Lin na reunião do Comitê Central em Lushan em agosto 1970 e que foi denunciado após a queda de Lin como "Trótski da China".  Os esforços para vincular Kang à conspiração de Lin Biao foram infrutíferos e infundados. 
Pelo resto de sua vida, Kang Sheng esteve ativamente envolvido no controle do aparato de propaganda do PCC e em novembro de 1970 foi nomeado presidente do novo Grupo Central de Organização e Propaganda ("COPG"), criado sob o impulso de Mao. O COPG supervisionava o Departamento de Organização do Comitê Central, a Escola Central do Partido, o Diário do Povo, a Agência de Notícias Xinhua, a revista Red Flag, o Central Broadcasting Enterprise Bureau, o Guangming Daily e o Central Compilation and Translation Bureau. Como o COPG estava efetivamente sob o controle direto de Mao, ele suplantou o Pequeno Grupo da Revolução Cultural Central e tornou-se uma organização rival do Grupo Administrativo da Comissão Militar Central, estabelecido em 1967 para tentar controlar aqueles que atacavam os militares. Doente com o câncer que acabaria por matá-lo, Kang cedeu cada vez mais o controle do COPG a Jiang Qing e seus associados próximos, que sempre estiveram atentos aos desejos de Mao.

Em 11 de maio de 1970, Mao Zedong (quarto da direita), Lin Biao (terceiro da esquerda), Zhou Enlai (segundo da direita), Kang Sheng (segundo da esquerda), Huang Yongsheng (extrema direita) e o primeiro secretário do Comitê Central do Partido Trabalhista Vietnamita Le Duan (quarto da esquerda) tiram uma foto em grupo.

Em seus últimos anos, Kang se envolveu na campanha Criticize Lin, Criticize Confucius, criada pelos beneficiários da Revolução Cultural para se opor a Zhou Enlai e outros oficiais veteranos na luta sobre quem sucederia Mao Zedong. Kang foi inicialmente ativo no apoio a Jiang Qing, talvez a vendo como uma sucessora por meio de quem ele exerceria o poder.  Posteriormente, Kang mudou de rumo quando ficou claro que Jiang estava em desgraça com Mao, chegando a denunciá-la por ter traído o Partido ao Kuomintang em meados da década de 1930, apesar de seu apoio a ela quando o mesmo a carga havia sido levantada 30 anos antes em Yan'an. 
Kang apareceu pela última vez em público no Décimo Congresso do PCCh, em agosto de 1973. O Décimo Congresso adotou uma nova Constituição que removeu a referência embaraçosa a Lin Biao como sucessor de Mao Zedong, mas como um sinal de que sua posição não havia sido prejudicada, Kang foi nomeado um dos cinco vice-presidentes do Partido.  Seu ato político final ocorreu apenas dois meses antes de sua morte, quando ele alertou Mao Zedong de que Deng Xiaoping se opunha à Revolução Cultural e deveria ser expurgado novamente, conselho que Mao ignorou. 

## Apoio ao Khmer Vermelho
Kang também deixou uma marca duradoura na política externa da China. Como escreve MacFarquhar, "o duplo papel de Kang Sheng na campanha de Mao contra o revisionismo em casa e no exterior simbolizou a estreita relação entre a política interna e externa chinesa".  A contribuição de Kang para a disputa com a União Soviética sobre a desestalinização foi descrita acima em conexão com seus esforços para se insinuar com Mao e desenvolver as origens ideológicas da Revolução Cultural.
Talvez a influência mais importante de Kang sobre a política externa chinesa tenha ocorrido durante a própria Revolução Cultural, quando ele foi fundamental para desenvolver o apoio chinês ao regime do Khmer Vermelho no Camboja. Enquanto a maioria da liderança do PCC apoiava o príncipe Norodom Sihanouk como o líder anti-ocidental e anti-imperialista do Camboja, Kang argumentou que o líder guerrilheiro do Khmer Vermelho, Pol Pot, era o verdadeiro líder revolucionário na nação do Sudeste Asiático.
O apoio de Kang a Pol Pot foi um esforço para apoiar sua própria causa dentro do PCC, já que sua divulgação de Pol Pot como a verdadeira voz da revolução cambojana foi em grande parte um ataque ao Ministério das Relações Exteriores da China, cujo apoio pragmático ao regime do príncipe Sihanouk foi assim apresentado como reacionário. Como resultado de seu sucesso nisso, o regime de Pol Pot chegou ao poder e o Khmer Vermelho se tornou o destinatário da ajuda chinesa nos anos seguintes. 

## Morte
Kang Sheng morreu de câncer de bexiga em 16 de dezembro de 1975. Ele recebeu um funeral formal, com a presença de todos os membros do Politiburo, exceto Mao, que não compareceu a funerais nesta fase, e Zhou Enlai e Zhu De, que estavam fracos demais para comparecer. O marechal Ye Jianying fez um elogio fúnebre no qual elogiou Kang como "um revolucionário proletário, um teórico marxista e um glorioso lutador contra o revisionismo". 
Em novembro de 1978, Hu Yaobang expressou a primeira crítica formal a Kang em um discurso para a Escola Central do Partido. Ruan Ming relata que Hu disse a quatro dos "escritores anti-revisionistas" de Kang que:

vocês quatro desempenharam um papel extremamente negativo na liberação do pensamento, o papel de um freio. No que me diz respeito, isso é porque você ficou muito sob a influência de pessoas como Kang Sheng. … Kang Sheng passava o tempo lendo nas entrelinhas em busca de "alusões" sem levar em conta o assunto real dos artigos e a ideia geral. Ele desenvolveu uma espécie de talento para procurar um ponto específico que pudesse atacar. Ele havia aprendido isso com Stalin, com Andrei Zhdanov e com a KGB, e agia assim desde a época de Yan'an.
Após a prisão da Gangue dos Quatro e o retorno ao poder de Deng Xiaoping, as críticas a Kang Sheng cresceram e um grupo de casos especiais foi estabelecido para investigar a carreira de Kang. No final do verão de 1980, o grupo de casos especiais relatou ao Comitê Central do PCC. Em outubro de 1980, pouco antes do início do julgamento da Gangue dos Quatro, Kang Sheng foi expulso postumamente do PCC e o Comitê Central rescindiu formalmente o elogio fúnebre do marechal Ye Jianying.
Em seu discurso de 1978, Hu Yaobang o rotulou como o equivalente chinês de Dzerzhinsky ou Beria, uma opinião “compartilhada pela maioria dos chineses informados”.  A maioria do material oficial publicado o caracteriza como parte de "Cliques Contra-Revolucionários de Lin Biao e Jiang Qing", embora algumas biografias parcialmente positivas tenham sido lançadas nos últimos anos detalhando seus papéis na Internacional Comunista, na Guerra Civil Chinesa e no Yan'an Movimento de retificação. Devido ao seu papel no expurgo de Xi Zhongxun, pai do futuro secretário-geral Xi Jinping, é improvável que o partido o reabilite formalmente. Em 2008, o China News Digest baseado nos EUA divulgou uma entrevista inédita com a viúva de Kang, Cao Yi'ou, realizada na década de 1980, onde ela defende Kang e refuta as acusações contra ele, pedindo que o PCC o reabilite. O artigo foi inicialmente bloqueado na China continental, embora em 2015 tenha reaparecido na seção de história do Sina Weibo. Os detalhes de suas atividades após a fundação do PRC no Aparelho de Inteligência e Segurança do Partido permanecem classificados e fechados aos historiadores, sem que novas informações sobre ele tenham sido divulgadas pelo PCC desde a década de 1980.